# Железнодорожный транспорт Перу
Железнодорожный транспорт Перу — железнодорожные линии и компании на территории Перу.
На территории Перу используется несколько стандартов ширины колеи: 914 мм, 1435 мм. Основные перевозимые грузы: продукция горнодобывающей и металлургической промышленности, продукция сельского хозяйства. В локомотивном парке тепловозы и паровозы.
Железнодорожные линии проложены в горной местности и потому, из-за проблем с эксплуатацией таких дорог, широкого распространения железнодорожный транспорт в Перу не получил. Протяжённость всех железнодорожных линий составляет 1854,4 км (2014).
Национальные железные дороги Перу (Empresa Nacional de Ferrocarriles del Peru) объединяют линии Кальяо — Лима — Ла Оройя — Уанкайо (385 км, ширина колеи 1435 мм), Уанкайо — Уанкавелика (128 км, ширина колеи 914 мм), Мольендо — Арекипа — Матарани (476 км, ширина колеи 1435 мм), ветви на Пуно (47 км, ширина колеи 1435 мм), Куско (338 км, ширина колеи 1435 мм), линию Такна — Арика (62 км, ширина колеи 1435 мм).
Собственную железнодорожную линию имеет горнодобывающая компания Southern Copper Corporation. Линия длиной 187 км с шириной колеи 1435 мм была открыта в 1959 году, используется для перевозки медной руды.

## История
Первая железнодорожная линия в Перу была открыта 17 мая 1851 года. Эта линия с европейской колеёй длиной 13,7 км соединила Тихоокеанский порт Кальяо и столицу Перу Лиму.

## Железнодорожные связи со смежными странами
- Чили — да, одинаковая ширина колеи 1435 мм.
- Колумбия — нет, одинаковая ширина колеи 1435 мм.
- Бразилия — нет, изменение ширины колеи с 1435 мм на 1000 мм.
- Боливия — нет, изменение ширины колеи с 1435 мм на 1000 мм.
- Эквадор — нет, изменение ширины колеи с 1435 мм на 1067 мм.